# Лору ди Алмейда, Силвину
Силвину ди Алмейда Лору (порт. Silvino de Almeida Louro; родился 5 марта 1959, Сетубал) — португальский футболист и футбольный тренер. Выступал на позиции вратаря.

## Клубная карьера
Начал карьеру в клубе из своего родного города, «Витория Сетубал». В 1982 году стал игроком клуба «Витория Гимарайнш». Через два года подписал контракт с лиссабонской «Бенфикой», первым номером в которой на тот момент был Мануэл Бенту. Сезон 1985/86 Лору провёл в аренде в клубе «Авеш». Вернувшись в «Бенфику», конкурировал за место в воротах с Нену.Помог лиссабонцам четыре раза выиграть чемпионат Португалии и трижды стать обладателем Кубка Португалии. В 1988 и 1990 годах выходил в финалы главного европейского клубного турнира, Кубка европейских чемпионов, но оба раза терпел поражения в финале.
В 1994 году вернулся в «Виторию» из Сетубала, проведя в клубе один сезон. В 1995 году стал игроком «Порту», но редко выходил в основном составе. В 1997 году перешёл в «Салгейруш», где и завершил карьеру игрока в июне 2000 года.

## Карьера в сборной
Силвину дебютировал в основной сборной Португалии 13 апреля 1983 года в игре против сборной Венгрии, сохранив свои ворота «сухими». В общей сложности провёл 23 матча за сборную. Последний матч защищал ворота Португалии 11 октября 1997 года в матче отборочного турнира к чемпионату мира против сборной Северной Ирландии. На тот момент ему было 38 лет и он повторил рекорд Витора Дамаша как самый возрастной игрок в истории португальской сборной.
С 2000 по 2002 год был тренером вратарей сборной Португалии.

## Тренерская карьера
После завершения карьеры игрока работал тренером вратарей в «Порту», «Челси», «Интернационале» и «Реале» под руководством Жозе Моуринью.
В июне 2016 года, после назначения Жозе Моуринью главным тренером «Манчестер Юнайтед», Силвину Лору был приглашён в тренерский штаб клуба. После увольнения Моуринью покинул клуб.
Некоторые вратари, которых тренировал Лору, включая Витора Баия, Петра Чеха и Жулио Сезара, признавались лучшими вратарями по версии УЕФА.

## Достижения
Бенфика
- Чемпион Португалии (4): 1986/87, 1988/89, 1990/91, 1993/94[8]
- Обладатель Кубка Португалии (3): 1984/85, 1986/87, 1992/93
- Обладатель Суперкубка Португалии: 1989
- Финалист Кубка европейских чемпионов (2): 1988, 1990

Порту
- Чемпион Португалии (2): 1995/96, 1996/97
- Обладатель Суперкубка Португалии: 1996